# Федоровський (смт)
Фе́доровський (рос. Фёдоровский) — селище міського типу у складі Сургутського району Ханти-Мансійського автономного округу Тюменської області, Росія. Адміністративний центр та єдиний населений пункт Федоровського міського поселення.
Населення — 23375 осіб (2017, 20288 у 2010, 18406 у 2002).